# Герб Куртамыша
Герб муниципального образования город Куртамыш Куртамышского района Курганской области Российской Федерации — официальный символ города Куртамыш. Утверждён решением Куртамышской городской Думы от 29 марта 2007 года № 27.
Воспроизведение герба, независимо от его размеров, техники исполнения и назначения, должно точно соответствовать геральдическому описанию. Воспроизведение герба допускается в многоцветном и одноцветном вариантах. Воспроизведение герба, независимо от назначения и случая использования, допускается с дополнительными элементами: с короной или без дополнительных элементов, в виде одного щита. Изображения герба как в виде одного щита, так и с дополнительными элементами, являются равнозначными, равноценными и равно приемлемыми во всех случаях официального использования. Ответственность за искажение рисунка герба, или изменение композиции или цветов, выходящее за пределы геральдически допустимого, несет исполнитель допущенных искажений или изменений.

## Описание и обоснование символики
Геральдическое описание герба (блазон) гласит:
В лазоревом поле золотая волнистая оконечность с рождающимся серебряным православным храмом с высокой центральной частью в два яруса и с одной главкой и с двумя низкими односкатными боковыми пределами. Щит увенчан муниципальной короной установленного образца.
Волнистое изображение оконечности щита — символ того, что своё название поселение Куртамыш позаимствовало в середине XVIII века от реки, на берегу которой оно расположено.
Отвлечённый серебряный православный храм — символ заслуги существующей церкви перед поселением Куртамыш. Истории было угодно, что уже через восемь лет после основания поселения Куртамыш, а именно в 1753 году, в нём была построена первая церковь в бассейне реки Куртамыш. Благодаря этому в 1756 году при выборе поселения, которое будет официальным центром вновь образованного дистрикта — выбор пал на поселение, в котором уже была церковь, а именно - на Куртамыш. Слобода Куртамыш официально стала центром Куртамышского дистрикта, затем волости, потом уезда, а сейчас района, что позволило поселению развиваться более динамично по сравнению с другими близлежащими поселениями и в 1956 году обрести статус города. Так благодаря церкви поселение Куртамыш стало городом и получило право иметь свой герб.
Рождающийся храм — символ духовного возрождения.
Голубой цвет щита символизирует красоту местной природы, а также надежду, мечту, стремление к лучшему.
Золото символизирует самостоятельность муниципального образования и справедливость во всех сферах жизни.

## История

### Герб 1988 года

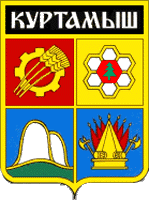

Герб Куртамыша разработал художник Николай Павлович Устюжанин. Герб утвержден Постановлением исполнительного комитета Куртамышского городского Совета народных депутатов от 23 августа 1988 года № 95.
За основу взят Герб Кургана, утверждённый 1 октября 1970 года исполнительным комитетом Курганского городского Совета депутатов трудящихся с добавлением второго поля (с серебряным цветком).
Щит четверочастный. 
- В первом красном поле золотая шестерня (зубчатое колесо), в которую продеты три золотых же колоса в левую перевязь.
- Во втором золотом поле шестилепестковый серебряный цветок с червленой сердцевиной, в которой зеленая ель.
- В третьем лазоревом поле два серебряных холма (кургана) на зеленой земле один за другим.
- В четвёртом синем поле золотая воинская арматура.